# Sav Breizh
 (avril 2018).
Si vous disposez d'ouvrages ou d'articles de référence ou si vous connaissez des sites web de qualité traitant du thème abordé ici, merci de compléter l'article en donnant les références utiles à sa vérifiabilité et en les liant à la section « Notes et références ».
Sav-Breizh (Debout Bretagne) est à la fois un mouvement nationaliste et progressiste breton et le titre de son organe de presse.

## Présentation
Erwan Vallerie, est en 1969 le fondateur du journal mensuel Sav-Breizh. Organe du combat breton avec Yann Choucq, Alain Prigent et Y. Jézéquel, journal transformé en 1971 en revue d’études bimestrielles ; il en assure la direction-gérance jusqu’à la disparition de la revue en 1975. Créé dans la foulée des agitations du mois de mai 1968, Sav-Breizh se présente comme nationaliste révolutionnaire. L’ambition était, dans les premiers numéros d’une revue qui se voulait refondatrice du combat identitaire breton, de poser la nation comme objet d’histoire. Ce groupe réunit de jeunes intellectuels, militants du MOB qui refusent dans un premier temps de suivre la scission de l’UDB. La revue publie 35 numéros de 1969 à 1975 (1 à 12 pour le journal, 13 à 35 pour la revue) et exerce une influence certaine sur le mouvement breton des années 1970.
Yves Daoudal, plus tard journaliste à Présent, quotidien catholique et nationaliste français, a débuté à Sav-Breizh. En même temps que Gwenc'hlan Le Scouëzec, Xavier Grall participe à la transformation du journal en revue à partir de 1971, revue qui considère que les attentats constituent « la réponse normale, voire nécessaire d'un peuple dépossédé et exploité. ».  Philippe Le Solliec a participé à ce journal au début des années 1970, et travaillé, avec notamment le futur Grand Druide Le Scouëzec, à la médiatisation du procès du Front de libération de la Bretagne en 1972.
Ont collaboré au journal : Yann Mikael (articles en breton), Gwenc'hlan Le Scouëzec, Gweltaz (Ghildas) Durand, Serge Liégeard, Jean Mazé (sous les pseudonymes Ken Morgol et Job Tibidi), Georges (Jord) Le Guennec (sous son patronyme et sous le pseudonyme Gwendal), Raymond Gestin (sous le pseudonyme Yann Gouer), Philippe Le Solliec (sous son patronyme et sous les pseudonymes Karvac'h et Patrick Conan), Yann Choucq (sous son patronyme et sous le pseudonyme Jord Iliaker), Erwan Vallerie (sous son patronyme et sous les pseudonymes Gildas Kergroaz, Yves Le Goalerec ou Even Gwalereg), Koulizh Kedez (en breton et en français, signant Kouli Kedez ou Kouli gKedez). Des tribunes libres ont notamment été offertes à Alan Heusaff, M. O Caollai et Peter Berresford Ellis (Peter Tremayne). 
On notera que Sav Breizh, en titre de la revue d'étude, est écrit sans tiret.